# Radošov (Kyselka)
Radošov (německy Rodisfort, Rodisfurth) je vesnice, část obce Kyselka v okrese Karlovy Vary v Karlovarském kraji. Nachází se asi 1,5 kilometru severně od Kyselky. Prochází jí silnice II/222. Radošov leží v katastrálních územích Radošov u Kyselky o rozloze 3,82 km².

## Historie
První písemná zmínka o vesnici pochází z roku 1226.

## Přírodní poměry
Vesnicí protéká řeka Ohře, na které se zde nachází jez Radošov.

## Obyvatelstvo
Při sčítání lidu v roce 1921 ve vsi žilo 824 obyvatel (z toho 363 mužů), z nichž bylo pět Čechoslováků, 803 Němců a šestnáct cizinců. Až na dva evangelíky a dva židy byli římskými katolíky. Podle sčítání lidu z roku 1930 měl Radošov 1 089 obyvatel: jedenáct Čechoslováků, 1 059 Němců a devatenáct cizinců. Většina se hlásila k římskokatolické církvi, ale kromě ní ve vsi bylo také šest evangelíků, tři příslušníci nezjišťovaných církví a dvacet lidí bez vyznání.
| Rok            | 1869 | 1880 | 1890 | 1900 | 1910 | 1921 | 1930  | 1950 | 1961 | 1970 | 1980 | 1991 | 2001 | 2011 | 2021 |
| -------------- | ---- | ---- | ---- | ---- | ---- | ---- | ----- | ---- | ---- | ---- | ---- | ---- | ---- | ---- | ---- |
| Počet obyvatel | 383  | 475  | 588  | 759  | 843  | 824  | 1 089 | 343  | 347  | 387  | 560  | 532  | 614  | 666  | 715  |
| Počet domů     | 62   | 74   | 81   | 103  | 114  | 119  | 140   | 146  | 146  | 87   | 91   | 109  | 142  | 162  | 178  |

## Obecní správa
Při sčítání lidu v letech 1869–1930 Radošov byl samostatnou obcí v okrese Karlovy Vary. Od roku 1949 je částí obce Kyselka, se kterým patřil nejprve do okresu Karlovy Vary-okolí, ale od roku 1960 v okrese Karlovy Vary.

## Pamětihodnosti
- Na vrchu Košťál, který odděluje Radošov od Velichova, se dochovaly pozůstatky hradiště Jazyk (též Stengelberg) z mladší doby bronzové.[10]
- Kostel svatého Václava je ve své dochované podobě výsledkem pozdně barokní přestavby okolo roku 1768.[11]
- Radošovský most
- Smírčí kříž